# Кацола-Ил Борго (Парма)
Кацола-Ил Борго је насеље у Италији у округу Парма, региону Емилија-Ромања.
Према процени из 2011. у насељу је живело 137 становника. Насеље се налази на надморској висини од 258 м.